# Diócesis de San José en California
La diócesis de San José en California (en latín: Dioecesis Sancti Josephi in California y en inglés: Roman Catholic Diocese of San Jose in California) es una circunscripción eclesiástica de la Iglesia católica en Estados Unidos. Se trata de una diócesis latina, sufragánea de la arquidiócesis de San Francisco. Desde el 1 de mayo de 2019 su obispo es Oscar Cantú.

## Territorio y organización

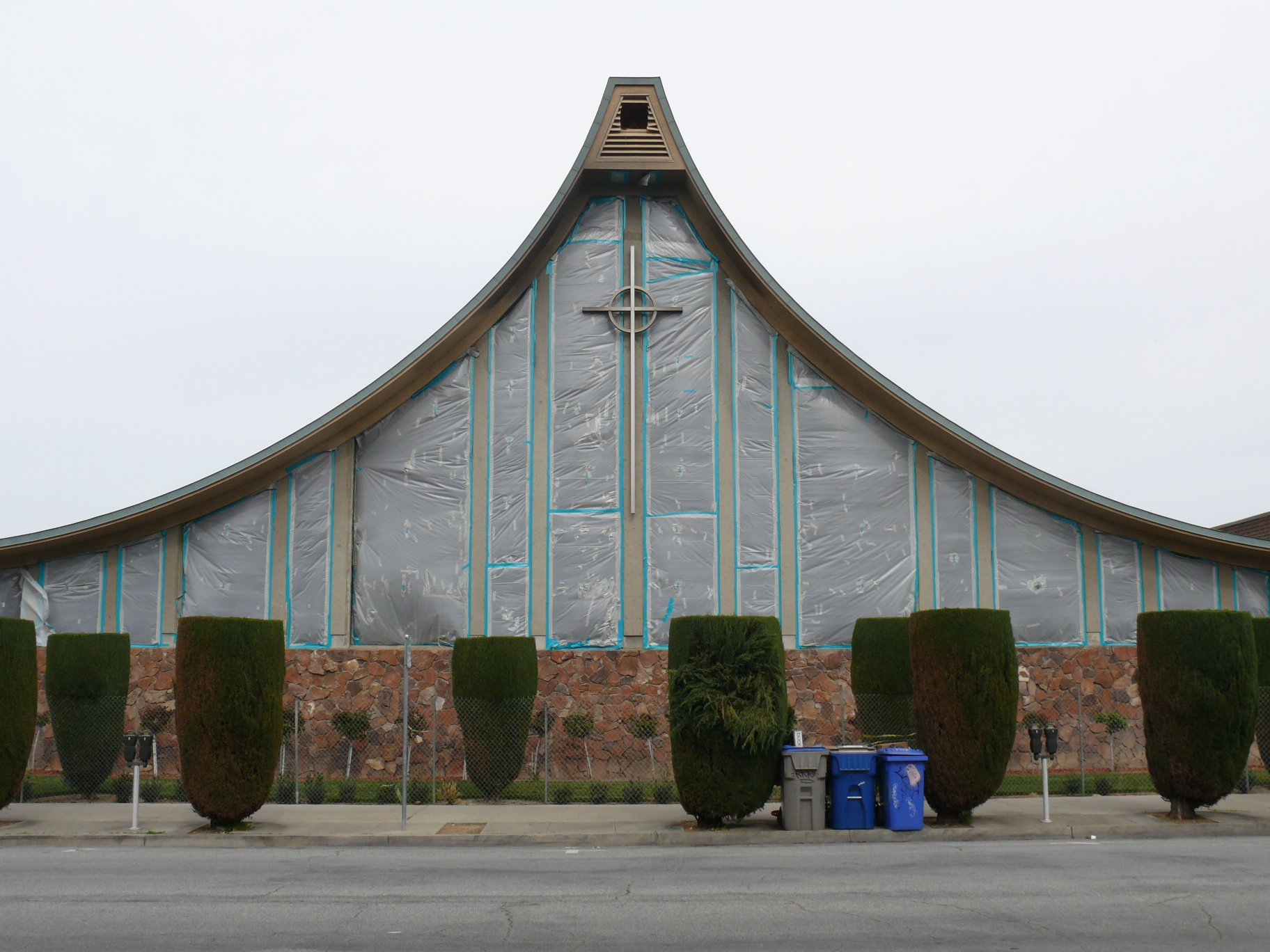
Iglesia de San Patricio luego del incendio de 2012

La diócesis tiene 3367 km² y extiende su jurisdicción sobre los fieles católicos de rito latino residentes en el estado de California en el condado de Santa Clara. 
La sede de la diócesis se encuentra en la ciudad de Santa Clara, pero en San José se halla la Catedral basílica de San José, que fue consagrada en 1990. Entre 1981 y 1990 la sede estuvo en la Protocatedral de San Patricio (ubicada en San José), que se incendió el 31 de agosto de 2012 y fue demolida, la nueva iglesia en su reemplazo fue denominada Nuestra Señora de La Vang.
En 2020 en la diócesis existían 49 parroquias.

## Historia
La diócesis fue erigida el 27 de enero de 1981 con la bula Quoniam Episcopi del papa Juan Pablo II, obteniendo el territorio de la arquidiócesis de San Francisco.
La iglesia de San Patricio en la ciudad de San José sirvió originalmente como catedral. El 18 de septiembre de 1984, con el decreto Maiori Christifidelium de la Congregación para los Obispos, la catedral fue trasladada a la iglesia de San José de la misma ciudad.
El 15 de noviembre de 1986, con la carta apostólica Sanctos caelites, el papa Juan Pablo II confirmó a san José de Nazaret como patrono principal de la diócesis, y a santa Clara de Asís como patrona secundaria.

## Estadísticas
Según el Anuario Pontificio 2021 la diócesis tenía a fines de 2020 un total de 689 000 fieles bautizados.
| Año                                                                             | Población            | Población | Población      | Sacerdotes | Sacerdotes    | Sacerdotes    | Bautizados por sacerdote | Diáconos permanentes | Religiosos | Religiosos | Parroquias |
| Año                                                                             | Bautizados católicos | Total     | % de católicos | Total      | Clero secular | Clero regular | Bautizados por sacerdote | Diáconos permanentes | Varones    | Mujeres    | Parroquias |
| ------------------------------------------------------------------------------- | -------------------- | --------- | -------------- | ---------- | ------------- | ------------- | ------------------------ | -------------------- | ---------- | ---------- | ---------- |
| 1990                                                                            | 372 775              | 1 491 101 | 25.0           | 402        | 176           | 226           | 927                      | 17                   | 317        | 490        | 47         |
| 1999                                                                            | 400 226              | 1 609 037 | 24.9           | 313        | 110           | 203           | 1278                     | 10                   | 69         | 431        | 48         |
| 2000                                                                            | 422 477              | 1 689 908 | 25.0           | 332        | 125           | 207           | 1272                     | 10                   | 274        | 395        | 48         |
| 2001                                                                            | 600 000              | 1 750 000 | 34.3           | 284        | 115           | 169           | 2112                     | 10                   | 238        | 396        | 48         |
| 2002                                                                            | 584 000              | 1 682 585 | 34.7           | 331        | 126           | 205           | 1764                     | 9                    | 278        | 393        | 48         |
| 2003                                                                            | 584 000              | 1 668 309 | 35.0           | 326        | 122           | 204           | 1791                     | 9                    | 274        | 366        | 48         |
| 2004                                                                            | 630 000              | 1 825 000 | 34.5           | 321        | 122           | 199           | 1962                     | 7                    | 258        | 377        | 48         |
| 2010                                                                            | 667 474              | 1 837 075 | 36.3           | 343        | 135           | 208           | 1945                     | 20                   | 267        | 316        | 49         |
| 2012                                                                            | 678 000              | 1 865 000 | 36.4           | 330        | 133           | 197           | 2054                     | 32                   | 232        | 299        | 50         |
| 2014                                                                            | 688 000              | 1 890 909 | 36.4           | 306        | 131           | 175           | 2248                     | 37                   | 226        | 263        | 50         |
| 2017                                                                            | 633 000              | 1 918 044 | 33.0           | 317        | 137           | 180           | 1996                     | 34                   | 226        | 264        | 50         |
| 2020                                                                            | 689 000              | 1 937 570 | 35.6           | 313        | 143           | 170           | 2201                     | 35                   | 208        | 247        | 49         |
| Fuente: Catholic-Hierarchy, que a su vez toma los datos del Anuario Pontificio. |                      |           |                |            |               |               |                          |                      |            |            |            |

## Episcopologio
- Roland Pierre DuMaine † (27 de enero de 1981-27 de noviembre de 1999 renunció)
- Patrick Joseph McGrath † (27 de noviembre de 1999 por sucesión-1 de mayo de 2019 renunció)
- Oscar Cantú, por sucesión el 1 de mayo de 2019